# Rapid Burster
Désignations
Le Rapid Burster, nom anglais signifiant littéralement « Sursauteur rapide », également connu sous la désignation MXB 1730-335 (voir désignation des sources de rayons X), est un objet céleste atypique de la classe des sursauteurs X. Sa propriété principale, comme son nom le suggère, est qu'il est le siège d'émissions irrégulières de rayons X, comme les sursauteurs X, mais à une fréquence significativement plus élevée, de l'ordre de quelques secondes à quelques minutes au lieu de quelques heures pour un sursauteur typique. Le Rapid Burster est découvert en 1976 peu après les sursauteurs X, par Walter H. G. Lewin. Il est situé dans la constellation du Scorpion, au sein de l'amas globulaire Liller 1, dont il est l'objet le plus connu.

## Découverte
Le Rapid Burster est découvert en 1976, également l'année de la découverte des sursauteurs X (bien que le signal de ceux-ci soit enregistré bien plus tôt, par le satellite Vela 5B). Ce sursauteur là se distingue tout de suite par sa fréquence de sursauts largement plus élevée : en 4 jours d'observation par le satellite SAS 3, plus de 2 000 sursauts sont enregistrés, soit en moyenne environ un toutes les trois minutes. L'intervalle entre les sursauts s'étale entre 6 secondes et 5 minutes, et se révèle grossièrement proportionnel à l'énergie du sursaut précédent, laissant deviner un comportement relativement stable sur des échelles de temps grandes.

## Caractéristiques physiques
Comme tout sursauteur X, le Rapid Burster est en réalité une binaire X, en l'occurrence une binaire X à faible masse. Son émission ne présente pas de modulation caractéristique qui révèle de façon explicite qu'il s'agit en réalité d'une étoile à neutrons en rotation rapide (un pulsar, donc). Mais il n'y a guère de doutes sur le sujet, d'autant que la binaire X GRO J1744-28 présente un spectre très similaire à cet objet, tout en présentant aussi une modulation caractéristique du signal d'un pulsar en phase d'accrétion, avec baisse lente de sa période de rotation.
Le Rapid Burster semble posséder deux types de sursauts :
- les sursauts dits de type I, relativement lents et plutôt rares.
- les sursauts de type II, plus rapides et plus fréquents.

La nature des sursauts émis par le Rapid Burster est considérée comme étant, à l'inverse des sursauteurs X classiques, due à des instabilités dans le disque d'accrétion entourant le pulsar plutôt que des instabilités d'origine thermonucléaires. La source d'énergie des sursauts est donc essentiellement d'origine gravitationnelle, l'énergie étant libérée alors que la matière tombe de façon irrégulière sur la surface de l'étoile à neutrons.